# Calloplesiops altivelis

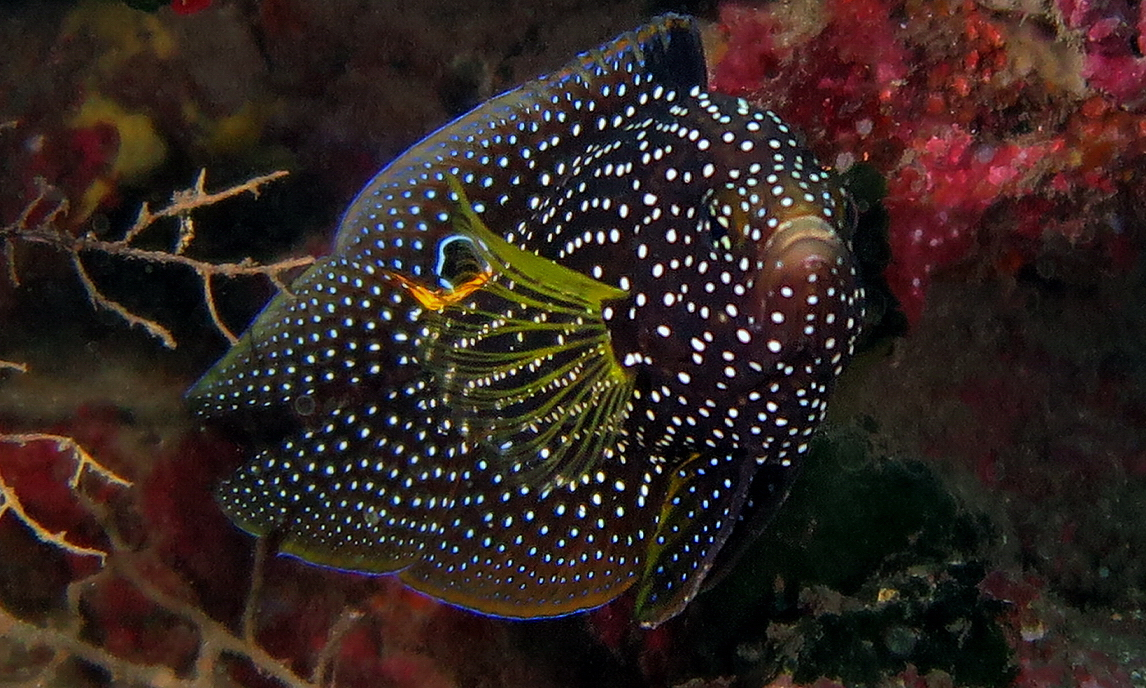
Cometa em uma caverna de coral na Baía de Long-Dong, Taiwan.

O cometa (Calloplesiops altivelis) é um peixe do gênero Calloplesiops. Este peixe evita os predadores escondendo-se em buracos e deixando à vista apenas a cauda, que tem um padrão igual ao da cabeça da moreia-mosqueada (Gymnothorax meleagris). Um intervalo entre a barbatana anal e a barbatana caudal lembra uma boca.
A espécie é mais comumente encontrada na faixa de profundidade entre 3-50 metros; sendo nativo do Pacífico Indo-Oeste. Pode atingir um comprimento máximo de 20 cm.
No aquarismo, a espécie é sempre confundida com as garoupas, pois acham que o cometa é um predador, más é ao contrario, o cometa se alimenta de plâncton e moluscos, sendo uma espécie reef safe e sendo seguro em mante-lo em aquários com donzelas e peixes-palhaço.